# A Magyar Ifjúság Könyvesháza
A Magyar Ifjúság Könyvesháza egy 19. század végi ifjúsági szépirodalmi könyvsorozat volt. Az egyes kötetek Stampfel Károly kiadásában Pozsonyban jelentek meg 1889–1890-ben, és a következők voltak:
- 1. Bonnet J. után. Az aranykeresők. Elbeszélés az ifjuság számára. 2. szinnyomatu képpel. (88 l.) 1879.
- 2. Bonnet J. után. Jáva pálmás partvidékein. Elbeszélés az ifjuság számára. 7 szinnyomatu képpel. (95 l.) 1879.
- 3. Bonnet J. után. Az elefántvadászok. Elbeszélés az ifjuság számára. 7 szinnyomatu képpel. (88 lap.) 1879.
- 4. Bonnet J. után. A vadonban. Két elbeszélés az ifjuság számára. 7 szinnyomatu képpel. (96 lap.) 1879.
- 5. Bonnet J. után. A marmoestraati ültetvényes. Elbeszélés az ifjuság számára. 2 szinnyomatu képpel. (95 l.) 1879.
- 6. Bonnet J. után. A sziklás hegyvidék gyarmatosai. Elbeszélés az ifjuság számára. 2 szinnyomatu képpel. (83 l.) 1879.
- 7. Regék és mondák. 2 szin. képpel. (80 l.) 1881.
- 8. Jánossi Pál. A drótos tót. Elbeszélés az ifjuság számára. 2 szinnyomatu képpel. (8 lap.) 1881.
- 9. Sas szárnyakon. Népies elbeszélés az ifjuság számára. 2 szinnyomatu képpel. (88 lap.) 1881.
- 10–12. Remek költemények. Iskolai- és magánhasználatra összeállitotta Andrássy Jenő. (235, V l.) 1879.
- 13–15. Jókai Mór. A magyar világból. Elbeszélések a felnőtt ifj. szám. (Téli zöld 2. kiad.) 1880. – 13. Rozgonyi Cecilia. – Az ellenséges koponyák. 1 képpel. (84 lap.)
- 14. Koronát szerelemért. – A nagy-enyedi 2 fűzfa. 1 képpel. (88 l.) –.15
- 16–18. Jókai Mór. A török világból. Elbeszélések a felnőtt ifjuság számára. (Téli zöld 2. kiad.) 1880. 16° A Khámok utóda. I. fele. 1 képpel. (79 l.) – 17. A Khámok utóda. II. fele. 1 képpel. (72 l.)
- 18. Solimán álma. – A basi-bozuk. – A gyerkőcz. – A mennyei parittya-kövek. 1 képpel. (84 l.)
- 19. Aczél József. Szomorú idők. Történeti elbeszélés az ifjúság számára. 2 képpel. (78 l.) 1887.
- 20. Hahn Ottó. Az osztrák-magyar észak-sarvidéki utazás. Öt képpel. (104 l.) 1887.
- 21. Kürnberger Hedvig. A selmeci bányában. Elbeszélés az ifjúság számára. 4 képpel. (82 l.) 1887.
- 22. Sann János. A szent-gotthardi csata. Elbeszélés a török háborúk idejéből. 5 képpel. (92 l.) 1887.
- 23–24. Benedek Elek. Székely mesemondó. 2 rész. (92, 92 l.) 1888.
- 25–26. Nagy Sándor. Az önfejű. 5 képpel. (136 l.) 1888. 1.60
- 27. Nieritz Gusztáv. A pásztorfiú és kutyája. Elbeszélés jó gyermekek számára. (96 l.) 1890.
- 28. Nieritz Gusztáv. A kis bányász. Elbeszélés jó gyermekek számára. (80 l.) 1890.
- 29. Nieritz Gusztáv. Columbus Kristóf. Történeti elbeszélés a XV. század második feléből. Három szinezett képpel. (86 l.) 1890.
- 30. Beecher-Stowe Henriette. Tamás bácsi kunyhója. Képek az északamerikai rabszolga életből. (96 l.) 1890.
- 31. Marryat kapitány. Derék Jakab (Jacob Faithful). Elbeszélés jó gyermekek számára.(86 l.) 1890.
- 32. Nieritz Gusztáv. A vak fiú. Elbeszélés jó gyermekek számára. (96 l.) 1890.
- 33. Knighton Károly. Egy vén tengerész elbeszélései. Az ifjúság számára. (80 l.) 1890.
- 34–36. Roth Rikárd. Stanley utazása a sötét világrészen. Az ifjúság számára. (339 l.) 1890.
- 37–38. Botka József. Utazás egy más világrész felé. Elbeszélés jó gyermekek számára. Képekkel. (175 l.) 1890.